# Коичи Оита
Коичи Оита (јап. 種田 孝一; 9. април 1914 — 11. септембар 1996) био је јапански фудбалер.

## Репрезентација
За репрезентацију Јапана дебитовао је 1936. године. Учествовао је и на олимпијским играма 1936. За тај тим је одиграо 2 утакмице.

## Статистика
| Јапан  | Јапан   | Јапан  |
| Година | Наступи | Голови |
| ------ | ------- | ------ |
| 1936.  | 2       | 0      |
| Укупно | 2       | 0      |